# Israelischer Amateurfunkverband
Der Israelische Amateurfunkverband, אגודת חובבי הרדיו בישראל, englisch Israel Amateur Radio Club (IARC), ist der nationale Verband der Funkamateure in Israel.

## Geschichte
Der IARC ist ein eingetragener gemeinnütziger Verein und offen für israelische und ausländische Funkamateure. Er setzt sich für Völkerverständigung und das Hobby Amateurfunk ein. Seinen Mitgliedern bietet er eine Vielzahl von Dienstleistungen an, wie die Organisation und Durchführung von Funkwettbewerben und Fielddays, Kursen zur Vorbereitung auf die Amateurfunkprüfung sowie den Austausch von QSL-Karten. Der IARC repräsentiert regelmäßig Israel auf internationalen Treffen und Ausstellungen, wie beispielsweise auf der jährlich in Friedrichshafen stattfindenden Ham Radio.
Zu seinen Zielen gehört die Vereinigung der Funkamateure im Land und die Förderung der Funktechnik. Der IARC vertritt die Interessen seiner Mitglieder gegenüber Regierungsstellen in Israel und auch international. Das Büro des Vereins befindet sich im Gebäude der Gedenkstätte für die Opfer des Kommunikations- und Informationstechnologiekorps in der Alpert Straße 3 in Jehud, etwa 20 km östlich von Tel Aviv, nahe dem Flughafen Ben Gurion. Dort befindet sich auch die Clubstation des Vereins mit dem Amateurfunkrufzeichen 4X4ARC. Die Postanschrift des IARC hingegen ist: Postfach 17600 in Tel Aviv 6117501.
Der Verband gibt ein Magazin namens Gal heraus.
Der IARC ist Mitglied der International Amateur Radio Union (IARU Region 1), der internationalen Vereinigung von Amateurfunkverbänden, und vertritt dort die Interessen der Funkamateure des Landes.